# Ордо-Василівка
О́рдо-Васи́лівка — старовинне козацьке село в Україні, у Девладівській сільській громаді Криворізького району Дніпропетровської області на лівому березі річки Саксагань.
Колишній центр Ордо-Василівської сільської ради. Населення — 714 мешканців.

## Географія
Село Ордо-Василівка знаходиться на лівому березі річки Саксагань, вище за течією примикає село Мар'ївка, нижче за течією на відстані 2,5 км розташоване село Сергіївка, на протилежному березі — село Райполе. По селу протікає пересихаючий струмок з загатою. Через село проходить автомобільна дорога Т 0419.

## Історія
За усною легендою, назва Ордо-Василівка походить від імені та прізвиська двох перших мешканців (Василя та Орди), які заснували тут зимівники. Населення Ордо-Василівки займалось чумакуванням, скотарством, землепашеством, постачало провіант козацькому війську.
В документах XIX століття цей населений пункт згадувався, як Василівка, Ордено-Василівка, Ордино-Василівка та Ніколаєвка. Сучасна назва закріпилась лише наприкінці XIX століття.
За даними на 1859 рік у казенному селі Василівка Верхньодніпровського повіту Катеринославської губернії налічувалось 19 дворових господарств, у яких мешкало 103 особи (46 чоловічої статі та 57 — жіночої), існувала православна церква.
Станом на 1886 рік в селі, центрі Ордо-Василівської волості, було 25 дворів, у яких мешкало 129 осіб, існувала православна церква та школа.
У 1908 році кількість мешканців становила 485 осіб (383 чоловіків та 102 жінки), налічувалось 76 дворових господарств.

## Населення

### Мова
Розподіл населення за рідною мовою за даними перепису 2001 року:
| Мова            | Кількість | Відсоток |
| --------------- | --------- | -------- |
| українська      | 688       | 96.36%   |
| російська       | 24        | 3.36%    |
| румунська       | 1         | 0.14%    |
| інші/не вказали | 1         | 0.14%    |
| Усього          | 714       | 100%     |

## Об'єкти соціальної сфери
- Школа.
- Амбулаторія.
- Будинок культури.